# 灯台船

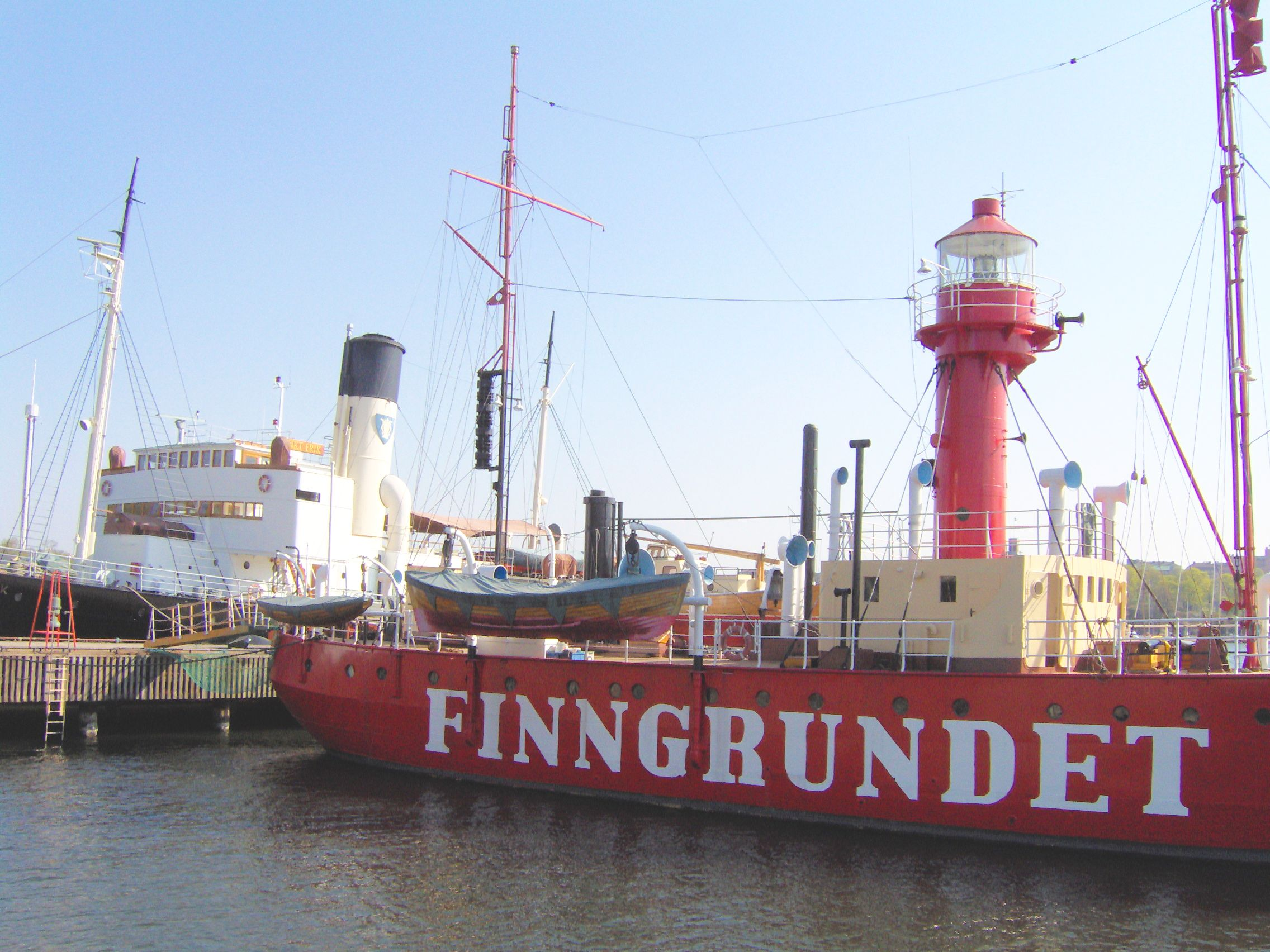
灯台船Finngrundet（ストックホルムの展示船）

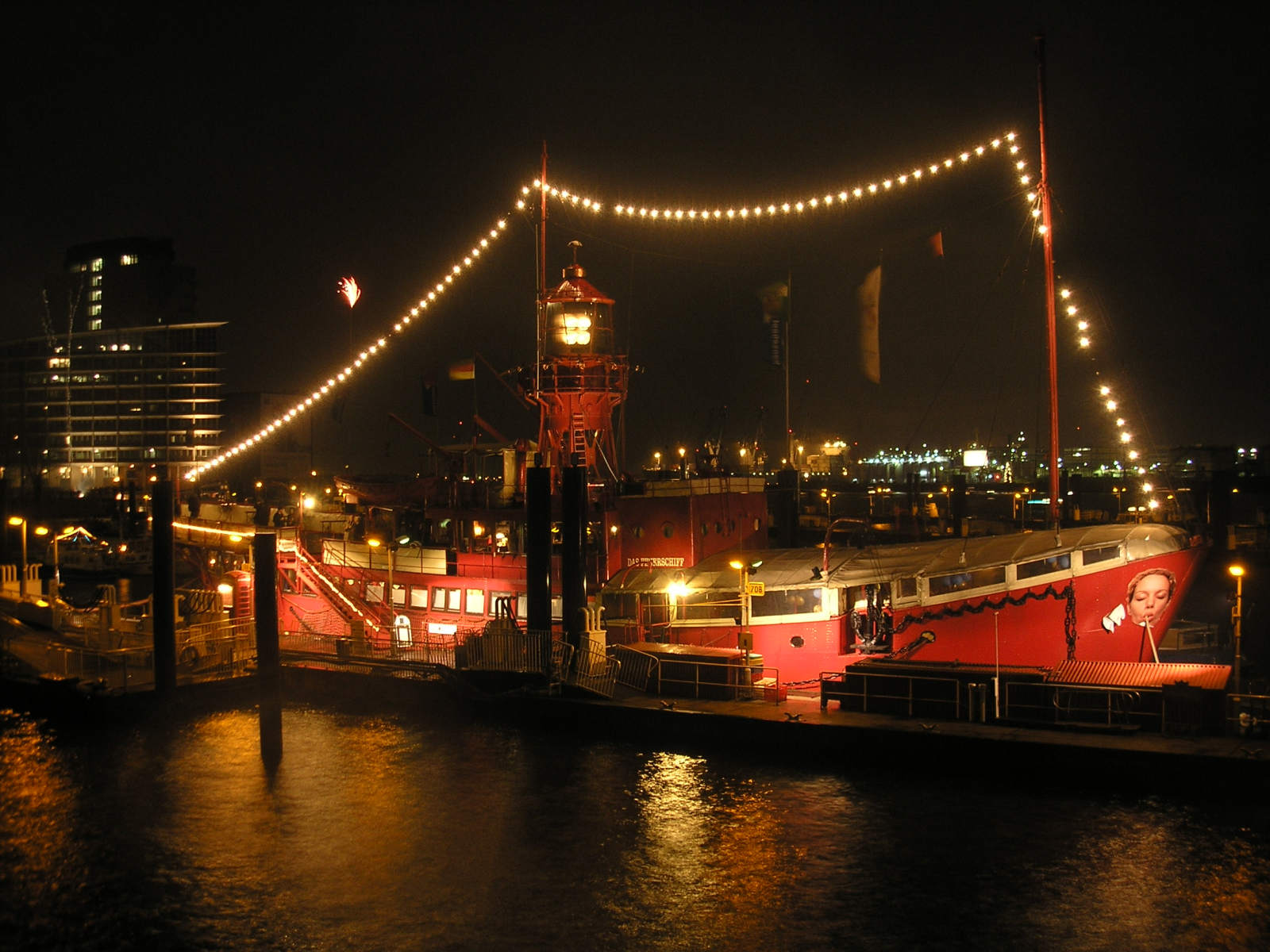
ハンブルクでレストラン・ホテルとして使われている灯台船

灯台船（とうだいせん、英：lightvessel または lightship）あるいは灯船（とうせん）は、灯台の役割をする船である。

## 用途
灯台船は、灯台を建設するには水深が深すぎる場所で使用され、海岸線を示す代わりに、海上交通路を示す。浮標（ブイ）よりも視認性が高いので、海上交通の支援手段としては優れている。また、海洋学研究のための記録機器を装備した海洋観測や、気象観測所、航行する船舶の監視といった機能も有する。
通常の灯台船は錨で固定され、非自航のポンツーン（浮船）であることが多い。しかし推進器を有し自航可能な灯台船もあり、本来の灯台や灯台船の故障や修理点検時の代行、「Finngrundet」のように北極海で氷の無い夏だけ任務に就くことがあった。

## 設計

### 外観
灯台船は通常、目立たせるために暖色系の塗装が施された。アメリカ合衆国では、明るい赤の船体に白の大文字でその場所の名前を書き、臨時代替の灯台船の場合は「RELIEF」と書かれていた。また1854年から1860年までミノッツ・レッジ (Minot's Ledge) （マサチューセッツ州コハセット (Cohasset) ）で使われた灯台船は、背景となる青緑の海と緑の丘に対して目立つように、明るい黄色の船体を持っていた。東京湾口に設置されていた東京燈船も、赤い船体に上構は白で塗装されていた。
例外として、ヒューロン湖にあったヒューロン灯台船は、ヒューロン・カットの入口の黒い浮標のそばに置かれたため、同じ黒で塗られていた。

### 標識
灯台船は霧の中、および日没1時間前から日の出の1時間後までその灯火を点した。初期の灯台船では、マストの先端に赤またはまれに白のデイ・マーカー（昼間の目印）を備えていた。それは接近してくる船から最初に視認されることを目的としたもので、いろいろなデザインがあったが、最も一般的なものは2つの逆円錐の間を環または球体でつないだものだった。東京燈船は、マスト頂部に錨泊を示す黒球を掲げていた。

### 係留

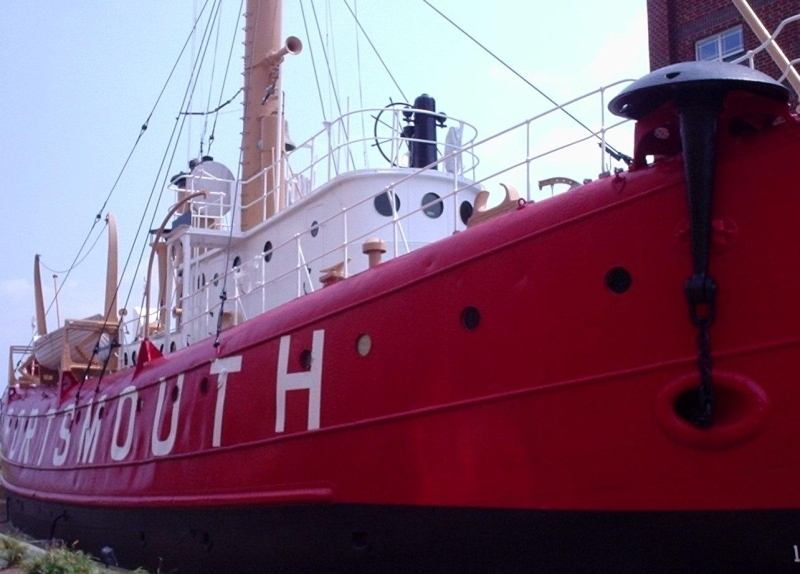
灯台船のマッシュルームアンカー

初期の灯台船は、今日でも広く使われている爪型錨（フルークアンカー）を使用した。この形式の錨は引きずられやすい傾向があり、一般の船が避けなければならない位置を示すという任務上、荒天でも動かないことが求められる灯台船にはあまり適切なものではなかった。
19世紀前半、灯台船は 3 - 4 t の重さを持つ茸型錨（マッシュルームアンカー）を使うようになった。これはロバート・スティーブンスンによって発明されたものであり、名前はその形に由来している。これを装備した最初の灯台船は82tの釣舟を改装したもので、「ファロス」と名づけられ、1807年9月15日からベル・ロックの近くで使われ始めた。錨は1.5トンの重さがあった。このタイプの錨の効果は、1820年代に鋳鉄の錨鎖が導入されたことで劇的に向上した（経験則で水深 1 ft ごとに鎖 6 ft とされた）。

## 各国の灯台船

### イギリス
世界最初の灯台船は、イギリスのテムズ川の河口のノア砂州に、発明者ロバート・ハンプリンによって1732年に設置されたものである。イングランドとウェールズの灯台船は、すべてトリニティ・ハウス（英国水先案内協会）が運営している。ほとんどは無人だが、中には最高9人の乗組員がいる場合もある。11隻の灯台船と、2隻のより小さな灯台筏がある。
大型の20級灯台船以外は、1995年から順次ソーラーパワー方式で無人化され、光の到達距離は19海里 (35 km) である。20級灯台船はディーゼル発電機を備え、20海里 (37 km) 以上の到達距離が求められる海域で使用される。
灯台船にはみな船体に番号が振られている。20級灯台船が19、22、23、25の4隻、ソーラー式灯台船が2、5、6、7、9、10、17の7隻、ソーラー式灯台筏が LF2 と LF3 の2隻である。ソーラー式灯台船 93 と 95 は廃棄された。

### アメリカ合衆国
アメリカ合衆国最初の灯台船は、1820年にチェサピーク湾に設置されたものである。その数は1909年にピークに達し、沿岸に56箇所を数えた。それらのうち、168隻は合衆国灯台サービス (United States Lighthouse Service) 、6隻はアメリカ沿岸警備隊によって設置された。それらは1939年に吸収された。1820年から1983年までに179隻の灯台船が造られて政府に納められ、五大湖を含む4つの沿岸の116箇所に配置された。
アメリカ合衆国での灯台船の公式な使用は、1985年3月29日、沿岸警備隊が最後の1隻となる「ナンタケット I」を退役させることで終了した。ほとんどの灯台船は、「テキサス・タワーズ」と呼ばれる沖合の照明プラットフォームまたは大型の航法ブイと交替した。いずれも、灯台船より建造費、維持費ともに安価であるというのがその理由であった。
灯台船は現在15隻が残存していると考えられる。そのうち2隻はニューヨーク港にあり、「アンブローズ」号 (No.87) がサウス・ストリート・シーポートに、「フライパン」号 (No.115) がチェルシーの63番埠頭のドックにある。ニューヨーク港にはもう1隻、灯台船 No.84 (683 t、長さ 135 ft）が浅瀬に沈んでおり、その2本のマストは今でも水面上に見えている。
灯台船 LV82「バッファロー」号は、1913年に五大湖を襲った嵐によって6名の犠牲者とともにバッファロー付近のエリー湖で浸水・沈没した。灯台船 No.61「コルシカ・ソウルズ」号も同じ嵐でヒューロン湖で破壊された。
灯台船 No.112「ナンタケット」号はニューヨーク州オイスター湾のウォーターフロントセンターに係留されている。
太平洋岸で最初の灯台船は「コロンビア」号で、オレゴン州アストリアに近いコロンビア川の入口を示していた。太平洋岸のもう一隻の灯台船「スウィフトシュア」号はシアトルのサウスレイク・ユニオン・パークで展示されている。
バージニア州ポーツマス市は、海軍工廠博物館に LV-101 を展示している。LV-101 は、ピューシー＆ジョーンズによって1915年に建造され、まずリリーフとしてケープ・チャールズ（バージニア州）で任務に就き、その後デラウェア州オーバーフォールズとマサチューセッツ州ストンホース浅瀬で就役した。退役後は、ポートランド（メイン州）で保管され、その後博物館に売却された。今日、LV-101 は「ポーツマス」という文字を書かれて乾ドックに置かれているが、実際にはポーツマスで就役した事実は無い。
灯台船「ヒューロン」LV-103 は、五大湖で使用された多くの灯台船の1つ（五大湖初の灯台船は1832年に Waugoshance 浅瀬に置かれた「ロイス・マクレーン」）である。灯台船はしばしば灯台に取って代わられた。
1940年以後は「ヒューロン」は五大湖の最後の灯台船となり、1970年に退役するとミシガン州ポートヒューロンで博物館として陸揚げされた。これは現存する最も小型の灯台船で、96フィート級の典型を示している。
LV-6 と LV-73 は両方とも完全に失われた。

### 日本
日本で灯台船が用いられ始めたのは明治時代に入ってからのことである。横浜港入口の航路標識整備のため幕末に江戸幕府が建造に着手した本牧灯船が、明治政府に引き継がれ、1869年（明治2年）11月19日から稼働した。1883年（明治16年）5月19日付『自由新聞』には、「前号にも掲げし如く横浜港口の燈台船沈没せしにつき」という記事がある。明治期には同様な灯船が函館港にも整備された。
1947年（昭和22年）には、東京都港湾局によって東京港口に東京燈船が設置された。旧陸軍の動力船を改装した125総トン、長さ32mの非自航船で、北緯35度34分42秒 東経139度48分43秒 / 北緯35.57833度 東経139.81194度に係留された。灯標は水面上6mにあり、アセトンガスを燃料とする160燭光または220燭光の灯台を有し、3昼夜交代制で2名の職員が常駐して燈船の維持と船舶の監視を行っていた。初代の燈船は、1950年8月に海上保安庁に移管されたが、1952年（昭和27年）3月22日に荒天で沈没した。直径300mmのフレネルレンズは「近代航路標識資料」に認定され、船の科学館の屋外に展示されている。
初代の東京燈船の沈没後、2代目の灯船が配備されたが、船舶の大型化により目視が困難になった。そのため、1968年（昭和43年）に水面上29mに120万カンデラの灯標を有する東京灯標に代替され、日本から灯台船は姿を消した。2代目灯船の灯器灯柱も、船の科学館の屋外に展示されている。

## 文学等に登場する灯台船
- Lightship - アーチー・ビンズ (Archie Binns) の小説（1934年）
- Das Feuerschiff - ジークフリート・レンツ (Siegfried Lenz) の小説（1960年）
- The Lightship - レンツの小説に基づく映画（1986年）。ロバート・デュバル (Robert Duvall）、クラウス・マリア・ブランダウアー (Klaus Maria Brandauer)
- Lightship - ブライアン・フロッカの児童向け絵本（2007年） ISBN 1416924361
- 灯台船リリー (リリー・ライトシップ/Lillie Lightship) - 児童向けテレビシリーズ「がんばれタッグス」に登場した擬人化された灯台船

## 参考資料
- United States Coast Guard, Aids to Navigation, (Washington, DC: U. S. Government Printing Office, 1945).
- United States Coast Guard, Aids to Navigation Historical Bibliography.

## 参照